# 愛の誓い〜スウェアー・イット・アゲイン
愛の誓い〜スウェアー・イット・アゲイン（Swear It Again）はアイルランド出身の男性グループ、ウエストライフのデビュー曲。デビューながら全英シングルチャート1位をマークした。デビューアルバム『ウエストライフ』に収録されていて1999年4月12日にシングルとしてリリースされた。この曲をきっかけにウエストライフは次々とヒット曲をリリースしていく。

## トラックリスト
- CD1:

1. "Swear It Again"
2. "Forever"
3. "Swear It Again" (CD-Rom)

- CD2:

1. "Swear It Again"
2. "Swear It Again" (Rokstone ミックス)
3. ローナン・キーティング インタビュー